# Пачеко Ареко, Хорхе
Хорхе Алехандро Пачеко Ареко (исп. Jorge Alejandro Pacheco Areco; 9 апреля 1920, Монтевидео, Уругвай — 29 июля 1998, Монтевидео) — президент Уругвая (1967—1972).

## Биография
Отец и дед будущего президента были тесно связаны с политикой, являясь депутатами от партии Колорадо.
Юридическое образование не завершил, увлекшись журналистикой. После смерти своего дяди Рафаэля Батлье Пачеко, принял на себя руководство изданием El Día (1961—1965), органа Батльистской партии «Колорадо».
- 1963—1967 — депутат парламента от партии Колорадо. Один из инициаторов конституционной реформы 1966 года, восстановивший президентскую форму правления.
- 1967 — вице-президент в паре с Оскаром Диего Хестидо. После его скоропостижной смерти в декабре того же года становится главой государства; на посту президента был до 1972 года.

### На посту президента
В сфере внутренней политики его правительство в 1968—1970 годах неоднократно прибегало к репрессиям против партизанского национально-освободительного движения Тупамарос, вводило в стране чрезвычайное положение, подвергало цензуре оппозиционные СМИ. Были запрещены левые партии, включая Социалистическую партию Уругвая. После похищения повстанцами британского посла Джеффри Джексона и нескольких бизнесменов и политиков, в 1971 году издал специальный декрет № 566/971, которым обязывал Вооружённые силы Уругвая активизировать борьбу с повстанческой деятельностью. Для борьбы с Тупамарос президент Пачеко санкционировал создание ультраправых эскадронов смерти Националистическая вооружённая оборона, молодёжного движения JUP, разветвлённой системы гражданских праворадикальных организаций — предпринимательских, профсоюзных, студенческих. Видным проводником его политики стал профессор Армандо Акоста-и-Лара, идеолог крайне правых сил, назначенный заместителем министра внутренних дел.
В экономике была создана специальная комиссия по контролю над ценами и доходами в Уругвае (COPRIN). Её основная цель состояла в координации мер по борьбе с высокой инфляцией, содействию производства и достижению справедливого распределения доходов. Фактически был введён контроль за заработной платой и ценами. Этот шаг вызвал одобрение уругвайских обывателей и протесты в рабочей среде, для подавления которых президент дважды вводил чрезвычайное положение — в июне 1968 и в июне 1969 года. Для будущих правительств имел негативные последствия.
В преддверии выборов 1971 года партизанские действия Тупамарос были прекращены. Созданная левыми партиями коалиция «Широкий фронт» имела неплохие шансы на победу, поскольку у всех на виду была победа блока «Народное единство» и его лидера Сальвадора Альенде в Чили. Однако на выборах Широкий фронт получил только 20 % голосов; президентом был избран кандидат от правой фракции «Колорадо» Хуан Мария Бордаберри. Сразу же после голосования всплыли факты массовых фальсификаций и подтасовок, и протесты возобновились.

### После президентства
- 1972—1980 — посол в Испании и Швейцарии.
- 1980—1982 — посол в США.
- 1985—1989 — посол в Парагвае.

На выборах 1984, 1989 и 1994 годов баллотировался на пост президента Уругвая.
В 1994 году ушёл из политической жизни по состоянию здоровья.